# أغوستين ماركيسن
أغوستين فيديريكو ماركيسن (بالإسبانية: Agustín Federico Marchesín) هو لاعب كرة قدم أرجنتيني في مركز حراسة المرمى ولد في يوم 16 مارس 1988 في بلدة سان كايتانو في الأرجنتين، يلعب حالياً مع نادي سانتوس لاغونا في المكسيك وسبق له اللعب مع نادي لانوس، كما بدأ باللعب مع منتخب الأرجنتين لكرة القدم، في بطولة كوبا أمريكا 2015 تم إستدعائه بعد إصابة ماريانو أندوخار.

## روابط خارجية
- أغوستين ماركيسن على موقع إي إس بي إن إف سي (الإنجليزية)
- أغوستين ماركيسن على موقع قاعدة بيانات كرة القدم.إي يو (الإنجليزية)
- أغوستين ماركيسن على موقع ليكيب (الفرنسية)
- أغوستين ماركيسن على موقع ناشيونال فوتبول تيمز (الإنجليزية)
- أغوستين ماركيسن على موقع Soccerbase.com (لاعب) (الإنجليزية)
- أغوستين ماركيسن على موقع Soccerway.com (الإنجليزية)
- أغوستين ماركيسن على موقع عالم كرة القدم.نت (الإنجليزية)
- أغوستين ماركيسن على موقع أوليمبيديا (الإنجليزية)
- أغوستين ماركيسن على موقع AS.com (الإسبانية)